# Borynia (Jastrzębie-Zdrój)
Borynia (niem. Borin) – część miasta Jastrzębie-Zdrój, położonego w województwie śląskim, dawniej wieś. Na terenie dawnej wsi, miasto utworzyło jednostkę pomocniczą gminy typu sołectwo o nazwie Borynia
Sołectwo obejmuje obszar o powierzchni 822,92 ha.
Wieś Borynia została włączona do miasta Jastrzębie-Zdrój w 1975 roku.
Od nazwy wsi wzięła swoją nazwę Kopalnia Węgla Kamiennego Borynia, znajdująca się w sąsiednim sołectwie Szeroka.
W Boryni znajduje się zabytkowy zespół pałacowy z klasycystycznym pałacem oraz parkiem z XVIII w.
W sołectwie znajdują się także: Zespół Szkół nr 8 im. Ziemi Śląskiej (Szkoła Podstawowa nr 14) oraz rzymskokatolicka parafia pw. Matki Bożej Piekarskiej, obejmująca zasięgiem zarówno Borynię, jak i Skrzeczkowice.
Sołectwo graniczy na północy ze Skrzeczkowicami i miastem Żory, na południu z Szeroką, na zachodzie z gminą Świerklany powiatu rybnickiego (Świerklany Górne i Dolne), a na wschodzie z gminą Pawłowice powiatu pszczyńskiego (Krzyżowice).

## Nazwa
Nazwa sołectwa tłumaczona jest na trzy sposoby: od słowa bór, oznaczającego las, od staropolskiego słowa bor, oznaczającego walkę, lub od imienia Borysław.
W księdze łacińskiej Liber fundationis episcopatus Vratislaviensis (pol. Księga uposażeń biskupstwa wrocławskiego) spisanej za czasów biskupa Henryka z Wierzbna w latach 1295–1305 miejscowość wymieniona jest wśród wsi położonych w pobliżu Żor i Wodzisławia (ville circa Zary et Wladislaviam) w zlatynizownej formie  Borina Item in Borina debent esse triginta novem mansi. Co oznacza, że "również Borynia powinna płacić dziesięcinę z 39 łanów"). Drugim dokumentem zaświadczającym o istnieniu wsi jest ten z 20 maja 1354 r. w którym Borynia nazywana jest także  Wojciechowem: „Um 20 Mai 1354 gab er seine Zustimmung, als Herzog Nicolaus dem Stefan von Raschütz das herzogliche Recht in Raschütz und Borin, das auch Woitcesdorf  heiβ, für 60 Mark verkaufte [...]" (książę Mikołaj zbył 20 maja 1354 roku za 60 marek Stefanowi z Raszczyc prawa książęce do Raszczyc i Boryni nazywanej również Wojciechowem). Ta niemieckojęzyczna nazwa oznaczające Wieś Wójta, w przyszłości nie powtórzyła się już. Z kolei w dokumencie z 27 czerwca 1427 r. mamy podział na Borynię Górną i Dolną: "Helena und ihre Söhne verliehen zu Pleβ am 27 Juni 1427 dem Johann Raschütz Ober und Nieder Borin ersteres in Land [...]"  (Helena i jej synowie nadali Janowi z Raszczyc Górną i Dolną Borynię).

## Przynależność administracyjna
Wieś należała do 1954 roku do powiatu pszczyńskiego, później do powiatu rybnickiego. W latach 1945–1954 wchodziła w skład gminy Pawłowice. W latach 1954–1973 była siedzibą gromady Borynia, a w latach 1973–1975 należała do gminy Szeroka. W 1975 roku włączona w do miasta Jastrzębie-Zdrój.
Do 1954 roku do wsi Borynia należał przysiółek Lasoki, obecnie w granicach Żor.

## Demografia
31 grudnia 2019 r. sołectwo miało 2039 mieszkańców.

## Podział administracyjny
W obrębie sołectwa znajdują się następujące jednostki osadnicze:
Przysiółki
- Abisynia, założona w latach 30. XX wieku;
- Gliniok;
- Kolonia Borynia, założona w kolonizacji fryderycjańskiej pod koniec XVIII wieku jako Rudolfsort, niezależna gmina do 1894[8];
- Krzyżowice.